# Louis-Denis Caillouette

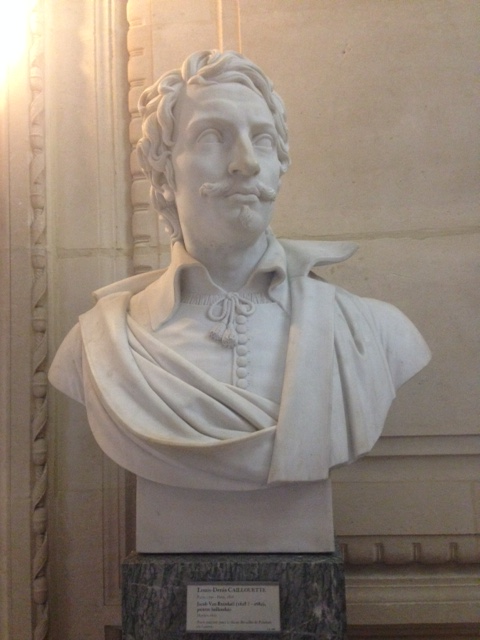
Buste de Jacob Van Ruisdael par Louis-Denis Caillouette.

Louis-Denis Caillouette parfois orthographié Caillouet ou Cailhouët, né le 9 mai 1790 à Paris, et mort dans la même ville le 1er février 1868, est un sculpteur français.

## Biographie
Fils du sculpteur André Louis Caillouette, il est élève de l'École des beaux-arts de Paris dans l'atelier de Philippe-Laurent Roland. En 1809, il obtient le troisième prix de Rome avec Marius sur les ruines de Carthage.
Des soucis financiers l'obligent à trouver un emploi, et ce n'est que vers 1816 qu'il rejoint l'atelier de Pierre Cartellier et obtient un second prix de Rome en 1818. Ayant atteint la limite d'âge, il ne pourra plus concourir, et se lance dans la production commerciale de petites pièces de bronze et dans la réalisation de commandes de l'État.
En 1836, avec deux associés, Dupuis l'Aîné et Dupuis Jeune, il ouvre une école de dessin gratuite pour les ouvriers du faubourg Saint-Denis dans la cour des Petites-Écuries de l'ancien 3e arrondissement de Paris
 (aujourd'hui le 10e). Trois fois par semaine, il donne deux heures de cours de 20 heures à 22 heures. Cette école a ainsi formé des peintres décorateurs, des peintres sur porcelaine, des graveurs en orfèvrerie et des sculpteurs ornemanistes. Les centaines d'ouvriers ayant suivi ces cours purent ainsi augmenter leur revenus. Une allocation de 4200 francs fut allouée par la ville de Paris pour aider au fonctionnement de cette école. Une exposition eut lieu en 1840 à la mairie de l'ancien IIIe arrondissement.
Louis-Denis Caillouette demeura au no 8 rue Cassette à Paris. Il était membre de la Société libre des beaux-arts de Paris
Il meurt le 1er février 1868 en son domicile, au no 3, rue Mazarine dans le 6e arrondissement.

## Salons
- 1822 :
  - Buste de Jacques Ruisdaël, achat de l'État ;
  - Les Mathématiques, bas-relief pour la fontaine de l'Éléphant de la Bastille ;
  - Un Pêcheur, plâtre, médaille de 2e classe.
- 1824 :
  - L'Immaculée Conception ;
  - L'Architecture, bas-relief ;
  - Psyché abandonnée ;
  - La Justice ;
  - L'Asie ;
  - L'Europe.
- 1827 : L'Architecture.
- 1831 : Louis-Philippe Ier.
- 1840 : Sainte Élisabeth, statue en pierre.
- 1847 : 
  - La Vierge et l'Enfant Jésus, plâtre ;
  - Eucharis abandonnée de Télémaque, plâtre ;
  - Jean-Pierre Cortot, bronze.

## Œuvres dans les collections publiques
- Compiègne, château de Compiègne : Louis-Philippe Ier, 1831, buste en marbre et réplique en bronze.
- Paris :
  - arc de triomphe de l'Étoile : Le Retour des armées, 1834, bas-relief en pierre, avec François Rude et Bernard Seurre.
  - cimetière du Père-Lachaise : Homère d'après Philippe-Laurent Roland, après 1816, bas-relief en marbre ornant le tombeau de Philippe-Laurent Roland, copie de la sculpture conservée au musée du Louvre à Paris[4].
  - École nationale supérieure des beaux-arts :
    - Marius sur les ruines de Carthage, 1809 ;
    - Les sept Chefs devant Thèbes, 1817, bas-relief en plâtre, 41 × 55 cm ;
    - Le Désespoir d'Alexandre après la mort de Clitus, 1818, bas-relief en plâtre, 36,4 × 47,7 × 7,7 cm, concours d'esquisses modelée ;
    - Jean-Pierre Cortot, 1847, buste en bronze, fonte E. Gruet Jeune, initialement destiné au palais de l'Institut de France.

  - église de la Madeleine : Sainte Élisabeth, 1840, statue en pierre destinée à cette église (œuvre non localisée).
  - église Saint-Ambroise :
    - La Foi, 1827, statue en pierre (œuvre disparue) ;
    - L'Espérance, 1829, statue en pierre (œuvre disparue).

  - église Sainte-Élisabeth-de-Hongrie : Sainte Élisabeth de Hongrie, 1844, statue en plâtre.
  - jardin du Luxembourg : Marie de Médicis, 1847, statue en pierre de la série des Reines de France et Femmes illustres.
  - musée du Louvre :
    - Jacques van Ruisdaël, 1820, buste ;
    - L'Architecture, 1827, bas-relief en marbre, destiné à la décoration de l'escalier du Musée Napoléon construit par Percier et Fontaine de 1809 à 1812, et qui fut détruit à la suite de la construction de l'escalier Daru ;
    - Henri François d'Aguesseau, 1855, statue ornant une niche de l'aile Molien.

  - place de la Concorde : Nantes et Bordeaux, 1836, statues en pierre.
- Versailles, musée de l'Histoire de France, galerie des batailles :
  - Philippe Quinault, 1838, buste en marbre ;
  - Jean du Caylar de Saint Bonnet, marquis de Toiras, 1838, buste en marbre ;
  - Charles Étienne Gudin, 1840, plâtre ;
  - Charles X roi de France, statue en plâtre, en collaboration avec Jean-Pierre Cortot, 220 × 123 × 88 cm, initialement destinée à l'hôtel de ville de Paris[5].

- Localisation inconnue :
  - Psyché abandonnée, 1824, marbre, achat de la Société des amis des arts au Salon[6].

## Travaux de restauration
- Paris :
  - église Saint-Germain-l'Auxerrois : Le Chancelier d'Aligre et son fils, de Laurent Magnier (1618-1700), restauré vers 1838.
  - place de la Concorde : Chevaux de Marly, de Guillaume Coustou, restauré en 1840.

## Récompenses
- 1809 : troisième prix de Rome en sculpture pour Marius sur les ruines de Carthage.
- 1818 : second prix de Rome en sculpture pour Chélonis implorant la grâce de son époux Cléombrotte.
- 1822 : médaille de 2e classe au Salon pour Un Pêcheur.

## Élèves
- Adrien Baudet, médailleur[7]
- François-Joseph-Charles Reverchon, médailleur et graveur sur camée